# Комплекс штаба военного округа (Екатеринбург)
Комплекс штаба военного округа — памятник архитектуры Екатеринбурга (регионального значения), комплекс зданий образующих отдельный квартал зажатый улицами: проспектом Ленина (с юга), Кузнечной улицей (с запада), Первомайской улицей (с севера) и улицей Бажова (с востока).
По состоянию на 2023 год, в комплексе дислоцирован штаб Центрального военного округа.

## История
Комплекс строился с 1937 по 1940 год по заказу Уральского Военного округа для размещения его командного состава.
Проект разработан в архитектурно-проектной мастерской № 1 Свердловского горсовета авторским коллективом архитекторов (А. Г. Нейфельд, А. И. Вилесов, А. В. Десятков, Д. Н. Козяев) под руководством А. М. Дукельского. В его композиции нашли отражение теоретические и практические разработки новой структуры квартала в советской архитектуре 1930-х годов (многофункциональность с активным использованием внутриквартального пространства, ансамблевость).
Автор проекта здания штаба — архитектор Алексей Маркович Дукельский не дожил до окончания строительства здания. Он был расстрелян 15 января 1938 года по обвинению в подрывной деятельности, срыве строительства штаба Уральского военного округа (УралВО), а также в активном участии в контрреволюционной троцкистской организации. Сказалось близкое знакомство с командующим войсками УралВО И. И. Гарькавым расстрелянным ранее по «делу Тухачевского». Дукельский был реабилитирован за отсутствием состава преступления 3 октября 1957 года, ровно через 20 лет после ареста. Не избежал репрессий и другой архитектор комплекса — Артур Густавович Нейфельд. В 1942 году за принадлежность к немецкой национальности он получил четыре года лагерей под названием «Трудармия». Это навсегда закрыло ему дорогу в большую архитектуру, и после освобождения он работал обычным строителем.
Комплекс был размещён в центре города Свердловска, на прямоугольном участке между проспектом Ленина, улицами Кузнечная, Первомайская и Бажова, в окружении современной ему застройки, рядом с «Городком чекистов». На главную городскую магистраль — проспект Ленина, был акцентирован главный фасад здания штаба, который стал одним из основных градостроительных акцентов проспекта.
15 мая 1940 года в здании штаба произошёл взрыв, при котором погибло порядка 60 человек — сведения о произошедшем засекречены, по предположительным данным это могла быть диверсия.
В разное время в комплексе размещались штабы: Уральского военного округа (1940—1989 и 1992—2001), Приволжско-Уральского военного округа (1989—1992 и 2001—2010) и Центрального военного округа (2010 — н.в.).
С 1948 по 1953 год в здании работал прославленный полководец Великой Отечественной войны Георгий Константинович Жуков. Он занимал должность командующего войсками Уральского военного округа. По состоянию на 2021 год в комплексе зданий штаба военного округа установлено три памятника Жукову: конная статуя (установлена в 1995 году), открытая в 2021 году группа из трёх статуй (встреча Львом Сквирским приехавшего в автомобиле Жукова) и мемориальная доска на здании по адресу Кузнечная, 91а.

## Архитектура
В состав комплекса входят: здания штаба и столовой, два жилых дома, здание спортивного клуба, связанные между собой композиционно и функционально.
Композиционным центром комплекса является здание штаба. Здание в плане П-образное с сильно выступающим портиком на главном фасаде, объединено с двухэтажным зданием столовой переходами и образует с ними замкнутую прямоугольную композицию с внутренним двором в центре. В композиции комплекса здание штаба играет роль доминанты и занимает южную часть квартала.
Перед главным фасадом здания разбит сквер с оградой. Использование в оформлении уличных фасадов здания штаба монументальных крупномасштабных форм придаёт представительность его облику. Фасады украшены дорическими портиками на высоких рустованных цоколях в виде арок из грубо сколотых блоков гранита. Центром композиции главного фасада является ризалит с сильно выступающим шестиколонным портиком, опирающимся на аркаду, завершённый фронтоном с бетонным рельефом на тему несокрушимости Красной армии, выполненный по эскизу А. М. Дукельского. Боковые фасады фланкируются двухколонными портиками, опирающимися на арки. Оконные проёмы уличных фасадов имеют наличники с замковыми камнями.
Фасады завершаются сильно вынесенным карнизом. Отделка фасадов выполнена красноватой штукатуркой вверху и розовым гранитом в цоколе. Здание имеет один центральный вход и два с боковых фасадов. Поэтажные планы здания решены по коридорному типу с включением зальных помещений. Фасад здания столовой обращён к западному въезду. Имеет боковые ризалиты. В центре здания — вход, на втором этаже балкон и круглые слуховые окна. Центральная часть здания возвышается в виде фронтона. Все фасады оштукатурены и покрашены. Горизонтальные тяги, карнизы, лепные украшения окон и переходов выделены белым цветом.
От здания штаба, по периметру квартала (в сторону Первомайской улицы), прослеживается развитие композиции комплекса в четырёх- и пятиэтажных Г-образных жилых домах. Двухэтажное прямоугольное в плане здание спортивного клуба делит внутреннее пространство квартала на двор с обширной спортивной площадкой и проезжую часть. Въезд во двор открыт с улицы Первомайской, через него хорошо просматриваются спортивный клуб и дворовые фасады жилых домов. Комплекс состоит из обособленных официальной и жилых зон, сочетание которых увеличивают его комфорт.
Примечателен барельеф на главном фасаде здания штаба, выполненный по эскизу А. М. Дукельского, изображающий самый крупный самолёт того времени АНТ-20 «Максим Горький», пролетающий над 416-метровым московским Дворцом Советов, который не был построен.

## Галерея
- Ночной вид
- Памятник Г. К. Жукову на аванплощади перед зданием штаба
- Групповая скульптура встречи Георгия Жукова перед зданием штаба (2021)
- Вход в здание спортивного клуба (Кузнечная, 91а) и мемориальная доска